# Дуплицкий, Дмитрий Сергеевич
Дмитрий Сергеевич Дуплицкий (1890, Ялта, Таврическая губерния — 19 февраля 1938, Москва) — начальник Военно-морской академии Рабоче-Крестьянского Флота, дивизионный комиссар (1937).

## Биография
Родился в семье чиновника, бухгалтера.
Окончил гимназию и юридический факультет Петроградского университета в 1914.
В 1915 призван на военную службу и в том же году окончил ускоренный курс Владимирского военного училища, после чего воевал на Юго-Западном фронте, командовал ротой и батальоном.
После Февральской революции в 1917 избран членом армейского комитета 7-й армии. Окончил службу в императорской армии командиром батальона 18-го Заамурского полка 5-й Заамурской дивизии. В 1918 боец коммунистического отряда в Петрограде. Член РКП(б) с ноября 1918. В Красной армии с мая 1919, участник Гражданской войны на Балтике, заведующий обучением пехотному делу военных моряков Кронштадтской базы, командир роты 3-го морского экспедиционного отряда Балтийского флота с июля по ноябрь 1919, в боях получил контузию. С ноября 1919 следователь, затем член и председатель революционного военного трибунала Балтийского флота.
После Гражданской войны на ответственных должностях в Морских силах РККА. В 1921—1922 начальник организационного отдела политуправления Балтийского флота. С ноября 1922 — помощник начальника морского отдела Политуправления РККА. С 1923 начальник морского отдела и помощник начальника Политуправления РККА по флоту. С ноября 1925 член РВС и начальник политуправления Морских сил Чёрного моря. С 1926 член Военного совещания при РВС СССР. С октября 1927 помощник начальника Морских сил РККА по политической части. С ноября 1930 начальник и военком Военно-морской академии РККА. В марте 1933 зачислен слушателем Особого курса той же академии. С октября 1933 в резерве РККА с откомандированием в Главное управление Северного морского пути на должность начальника мобилизационного отдела. В 1934 был начальником экспедиции на ледоколе (ледорезе) «Литке» по переходу за одну навигацию по Северному морскому пути. В постановлении ЦИК СССР от 5 ноября 1934 о награждении его как начальника экспедиции орденом Ленина отмечалось, что он награждается «за отличное руководство экспедицией и личные смелость и отвагу, служившие примером всему составу экспедиции и экипажа ледореза». В январе 1937 возвращён в кадры РККА с оставлением в занимаемой должности.
Арестован 4 ноября 1937 и Военной коллегией Верховного суда СССР 19 февраля 1938 по обвинению в принадлежности к контрреволюционной организации приговорён к расстрелу. Приговор приведён в исполнение в день вынесения обвинительного приговора. Определением Военной коллегии от 25 июня 1957 посмертно реабилитирован.
Жена — Вероника Евсеевна Дуплицкая (1903 г.р.) в мае 1938 года была осуждена как член семьи изменника Родины к восьми годам лагерей.

### Звания
- прапорщик (1915);
- поручик;
- дивизионный комиссар (1937).

### Награды
Награждён орденами Ленина (1934), Красного Знамени (1928), Трудового Красного Знамени (1930)).

## Публикации
- Научные работы экспедиции на ледоколе «Красин» в 1935 году : сборник статей сотрудников экспедиции / Главное управление Северного морского пути; под редакцией Д. С. Дуплицкого и Г. Е. Ратманова. — Ленинград : Издательство Главсевморпути, 1936. — 179 с., вкл. л. ил., черт., карт. : ил., черт., карт. ; 25 см. — Библиография в подстрочных примечаниях[5].